# Chiesa di San Felice in Pincis
La chiesa di San Felice in Pincis è una chiesa storica di Napoli ubicata in vico della Vicaria.

## Storia e descrizione
L'origine della chiesa risale al XII secolo come romitorio dedicato a San Guglielmo da Vercelli, fondatore della Congregazione Benedettina di Montevergine nel 1119 ed utilizzata dalla Congregazione fino al XIV secolo. Dopo si stabilì una congrega laica che dedicò l'edificio al santo martire di Nola San Felice in Pincis e nella seconda metà del XVIII secolo la chiesa venne ampiamente restaurata in stile tardobarocco.
La facciata, restaurata nel XVIII secolo, è decorata da preziosi stucchi e da aggetti che evidenziano le membrature e che accolgono al centro un grande oculo. Alla sommità c'è un piccolo campanile.
Nell'interno, a pianta centrale, vi è un interessante altare del Settecento in marmi policromi, decorato da un baldacchino marmoreo, che accoglie un'immagine del XVII secolo raffigurante la Madonna di Montevergine; ai lati dell'altare due raffigurazioni dei santi titolari della chiesa San Felice da Nola e San Guglielmo da Vercelli. Inoltre sono conservate due tele: una del 1769 e l'altra del XVI secolo.
Attualmente la chiesa è chiusa dal terremoto dell'Irpinia. Nel 2022 è stato compiuto il restauro della facciata.